# Best Scandal
Best Scandal (reso graficamente come BEST★SCANDAL) è il primo album in studio del gruppo giapponese j-pop/j-rock SCANDAL, pubblicato in Giappone il 21 ottobre 2009 per l'etichetta Epic Records Japan, sotto-etichetta della Sony Music Japan.
L'album è stato distribuito anche al di fuori del Giappone, raggiungendo il Sud America e l'Europa attraverso il download digitale tra il 2011 e il 2012.
Il disco ha ottenuto un buon successo esordendo al 5º posto della classifica settimanale Oricon, rendendo le SCANDAL la prima girl-band giapponese a classificare un album di debutto nella Top 5 dai tempi delle Zone.
L'album contiene i singoli usciti precedentemente quali Space Ranger, Koi moyō e Kagerō risalenti al periodo indie della band.
L'album è stato promosso nel loro primo tour da solista First One-man Tour Live BEST★TOKYO, con l'ultima data, il giorno della vigilia di Natale, trasmessa dal canale satellitare a pagamento WOWOW.
I quattro singoli estratti sono stati Doll, Sakura Goodbye, Yumemiru tsubasa e Shōjo S; quest'ultimo è stato utilizzato come decima opening dell'anime Bleach, nonché nella colonna sonora del videogioco Bleach DS 4th: Flame Bringer.

## Produzione
Pur contenendo la parola “best” nel titolo, le SCANDAL hanno dichiarato che non si tratta del loro miglior disco in assoluto, ma un disco che racchiude il meglio che le ragazze riuscivano a esprimere in quel momento e al momento dell'uscita del disco. L'album contiene infatti numerosi lavori risalenti al periodo in cui la band era sotto contratto con l'etichetta indipendente Tower Records.
Prima della realizzazione dell'album e dei primi singoli le componenti del gruppo avevano appena iniziato a suonare i propri strumenti musicali, fatto che ha complicato non poco il processo di avvicinamento all'uscita del disco. Haruna, la leader del gruppo, ha dichiarato che durante le prove compivano parecchi errori, mentre Tomomi, la bassista, ha confessato che dai loro strumenti all'inizio uscivano solamente dei rumori stridenti; entrambe hanno comunque dichiarato che ciò non le ha mai demoralizzate, facendo esperienza degli errori e divertendosi durante il periodo passato in studio di registrazione.
Tutti i 13 brani dell'album sono stati scritti dalle quattro ragazze, includendo le proprie emozioni e pensieri dei tre anni precedenti all'interno dei brani.

## Stile e tematiche

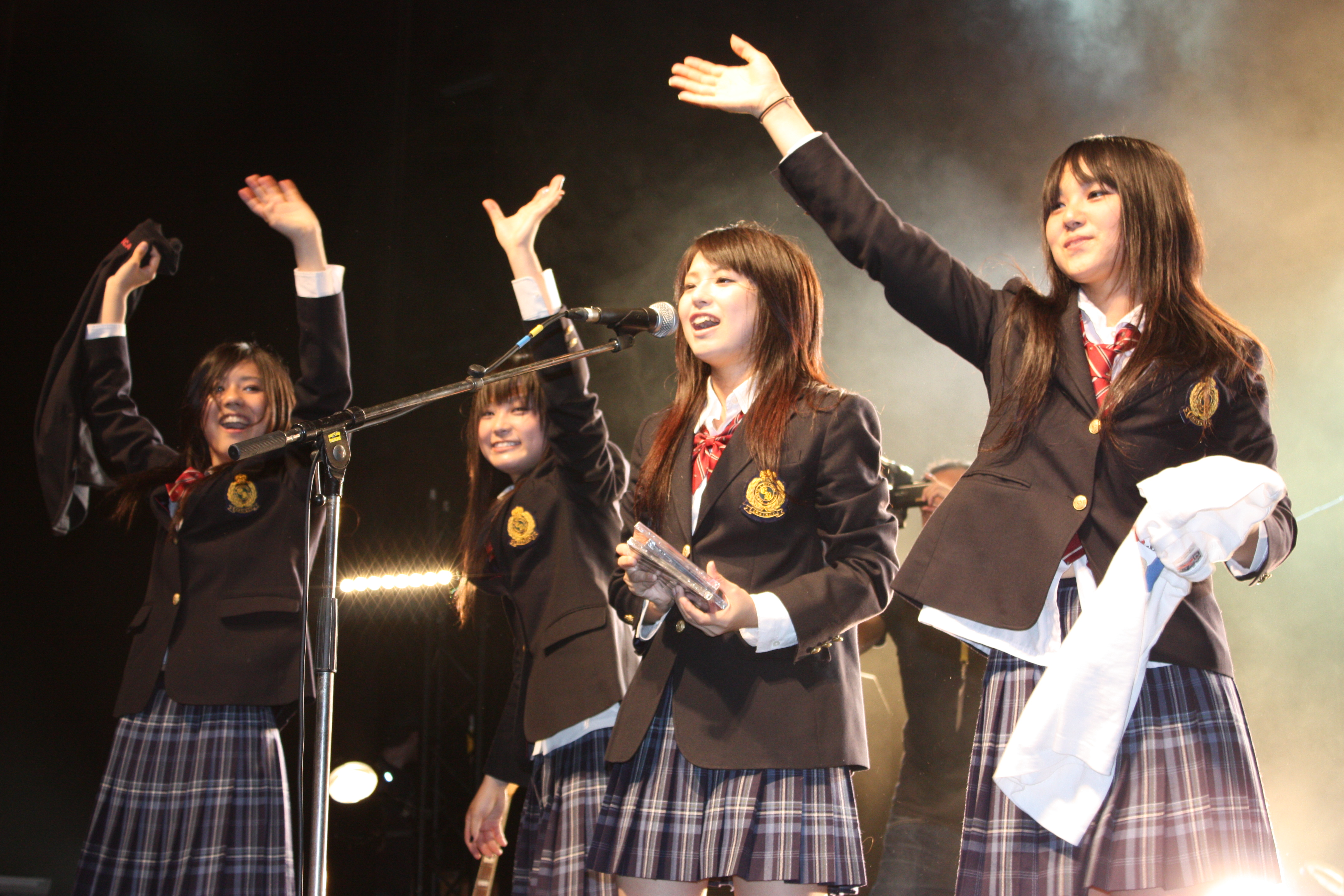
Le SCANDAL durante il loro periodo da gruppo indie

Il disco non ha una tematica precisa, essendo un collage delle migliori produzioni indipendenti della band, e sia il tema che lo stile varia da canzone a canzone. Il testo del singolo Doll fa riferimento alla situazione incerta venutasi a creare attorno alle ragazze, mentre il loro mondo cambiava radicalmente a causa del successo, facendo provare loro come una sorta di sentimento di vaga irritazione, sensazione materializzata nella figura della “bambola” della canzone, costretta ad agire in determinati modi senza potersi ribellare.
Il secondo singolo Sakura Goodbye è un brano nato al fine di festeggiare il diploma di Tomomi e Mami, la chitarrista del gruppo. Dopo l'uscita del brano le SCANDAL hanno dichiarato che quest'ultimo è in grado di far loro ricordare l'emozioni provate in quei giorni, dando loro una spinta decisa verso il futuro.
Il terzo singolo Shōjo S è stato utilizzato come decima opening dell'anime Bleach. Haruna ha dichiarato che il testo esprime tutto ciò che una ragazza pensa e che vorrebbe dire; Rina, la batterista della band, ha aggiunto che Shoujo S è una “canzone messaggio” scritta dal punto di vista di una ragazza, diventando il tipo di canzone che esprime le emozioni di una ragazza.
Il testo dell'ultimo singolo Yumemiru tsubasa focalizza l'attenzione sui sogni e la loro importanza per la band. Mami ha dichiarato che sebbene alcune persone abbiano vergogna a rivelare i propri sogni, essi rivestono un ruolo troppo importante per essere ignorati.

## Sonorità e influenze

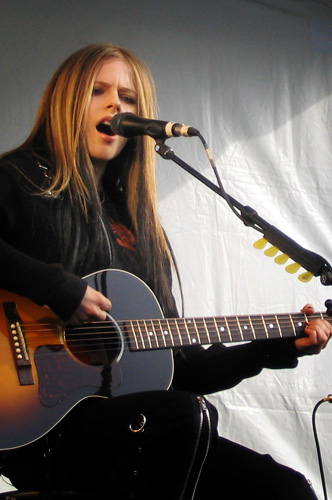
I brani di BEST★SCANDAL traggono ispirazione dalle sonorità di Avril Lavigne.

Le sonorità presenti all'interno del disco sono state associate a quelle di artisti quali Avril Lavigne, U2 e Jonas Brothers, passando da uno stile tipicamente pop rock, a riff semplici caratteristici dello garage rock, dal classico rock and roll a beat che si avvicinano all'elettrorock.
Le stesse ragazze hanno più volte dichiarato di ispirarsi a band anglofone quali i Nirvana, i Sum41, dai quali hanno tratto ispirazione nel rapporto col pubblico e nelle esibizioni live, e i Kiss, dai quali hanno imparato in che modo ci si comporta sul palco. In particolare Haruna ha ammesso di essere stata influenzata dalla musica di Yui, la stessa Avril Lavigne e Miley Cyrus, Tomomi dai Rage Against the Machine, Mami ha citato come suo chitarrista preferito Takuya dei Judy and Mary e Rina ha tratto ispirazione da Steve Gadd e Keith Moon degli Who.

## Singoli
Il primo singolo estratto dall'album è stato Doll, pubblicato il 22 ottobre 2008. Il singolo, inizialmente 26º nella classifica Oricon ha rimontato fino alla 5ª posizione grazie alla grande pubblicità e i frequenti passaggi in radio e televisione in stazioni quali JOQR e Music Station, ed entrando in rotazione continua in quaranta stazioni radio e televisive giapponesi.
Il 4 marzo 2009 è uscito il singolo Sakura Goodbye, canzone nata al fine di rendere omaggio e festeggiare il diploma di Mami e di Tomomi. Il singolo debutta al 30º posto della classifica Oricon con un totale di sole 6 995 copie vendute, nonostante fosse la sigla finale del popolare varietà della Fuji TV Mecha-Mecha Iketeru!.
Il 17 giugno 2009 è la volta di Shōjo S, singolo che viene utilizzato come decima opening dell'anime Bleach, e che fa parte della colonna sonora del videogioco Bleach DS 4th: Flame Bringer. Ciò ha aumentato notevolmente la popolarità della band, col singolo che ha fatto il suo debutto al 6º posto nella classifica Oricon e venendo premiato col disco d'oro per aver totalizzato più di 100 000 copie digitali vendute.
La prima dal vivo del brano ha avuto luogo al KDDI Designing Studio, con i biglietti per l'evento andati esauriti nei primi tre minuti di messa in vendita.
Il quarto singolo pubblicato è stato Yumemiru tsubasa, uscito nei negozi il 14 ottobre. Il singolo ha venduto 5 850 copie debuttando alla 12ª posizione della classifica Oricon venendo scelto come sigla iniziale del programma Ongaku Senshi Music Fighter.

## Critica
| Recensione    | Giudizio |
| ------------- | -------- |
| AllMusic      |          |
| Rolling Stone |          |

L'album è stato giudicato da AllMusic positivamente, anche se con qualche critica rivolta all'eccessiva commercialità dei brani. Inoltre il rock suonato dalle SCANDAL viene definito «sorprendentemente difficile», se comparato ad altre band j-rock simili. Nonostante alcune tracce risultino essere dei riempitivi, la musica viene definita «memorabile» e anche facilmente «canticchiabile».

## Successo commerciale
Il disco ha debuttato al 5º posto nelle classifiche Oricon grazie alle 28 772 copie vendute facendo delle SCANDAL la prima girl-band giapponese a piazzare un disco di debutto nelle prime cinque posizioni della classifica Oricon dai tempi delle Zone, nel 2002. In totale l'album ha venduto 52 956 copie in Giappone nel 2009, diventando il 197º più venduto dell'anno nel Paese asiatico. Nella classifica Billboard Japan ha raggiunto il 5º posto.

## Tracce
Edizione Standard
1. Scandal Baby – 5:04 (Tomomi Ogawa, Yuichi Tajika, Keita Kawaguchi)
2. Shōjo S – 3:12 (Tomomi Ogawa, Yuichi Tajika)
3. Doll – 3:24 (Tomomi Ogawa, Tokitasatoshi, Susumu Nishikawa)
4. Koi moyō – 3:46 (Haruna Ono)
5. Yumemiru tsubasa – 3:46 (Haruna Ono, Tomomi Ogawa, Mami Sasazaki, Rina Suzuki, Ai Hayama, Yukio Kubota)
6. Anata ga mawaru – 4:20 (Tomomi Ogawa, A×S×E)
7. Space Ranger – 3:48 (Tomomi Ogawa, Haruna Ono, Ryosuke Shimohata)
8. Ring! Ring! Ring! – 3:46 (Mami Sasazaki, Yuichi Tajika, Keita Kawaguchi)
9. Maboroshi Night – 3:50 (Haruna Ono, Tomomi Ogawa, Mami Sasazaki, Rina Suzuki)
10. Kimi to yoru to namida – 4:23 (Rina Suzuki, Eguchi Ryo, Yuichi Tajika)
11. Hitotsu dake – 3:21 (Haruna Ono, Koichi Tsutaya, Tomohiro Ohkubo)
12. Sakura Goodbye – 3:57 (Tomomi Ogawa, Kotaro Kubota)
13. Kagerō [Album Mix] – 4:57 (Tomomi Ogawa, Jin Nakamura)

## Classifiche
| Classifica (2009)          | Posizione massima |
| -------------------------- | ----------------- |
| Giappone (Oricon)          | 5                 |
| Giappone (Billboard Japan) | 5                 |

## Date di pubblicazione
| Paese         | Data             | Formato               | Editore      |
| ------------- | ---------------- | --------------------- | ------------ |
| Giappone      | 21 ottobre 2009  | CD, download digitale | Epic Records |
| Hong Kong     | 21 ottobre 2009  | CD, download digitale | Epic Records |
| Corea del Sud | 22 ottobre 2009  | CD, download digitale | Epic Records |
| Taiwan        | 23 ottobre 2009  | CD, download digitale | Epic Records |
| Singapore     | 3 novembre 2009  | CD, download digitale | Epic Records |
| Thailandia    | 9 novembre 2009  | CD, download digitale | Epic Records |
| Francia       | 17 novembre 2010 | CD, download digitale | Kazé         |
| Argentina     | 2011.            | download digitale     | Epic Records |
| Australia     | 2011.            | download digitale     | Epic Records |
| Brasile       | 2011.            | download digitale     | Epic Records |
| Cile          | 2011.            | download digitale     | Epic Records |
| Canada        | 2011.            | download digitale     | Epic Records |
| Colombia      | 2011.            | download digitale     | Epic Records |
| Nuova Zelanda | 2011.            | download digitale     | Epic Records |
| Perù          | 2011.            | download digitale     | Epic Records |
| Stati Uniti   | 2011.            | download digitale     | Epic Records |
| Austria       | 7 ottobre 2012   | download digitale     | Kazé         |
| Boemia        | 7 ottobre 2012   | download digitale     | Kazé         |
| Bulgaria      | 7 ottobre 2012   | download digitale     | Kazé         |
| Cipro         | 7 ottobre 2012   | download digitale     | Kazé         |
| Danimarca     | 7 ottobre 2012   | download digitale     | Kazé         |
| Estonia       | 7 ottobre 2012   | download digitale     | Kazé         |
| Finlandia     | 7 ottobre 2012   | download digitale     | Kazé         |
| Germania      | 7 ottobre 2012   | download digitale     | Kazé         |
| Grecia        | 7 ottobre 2012   | download digitale     | Kazé         |
| Irlanda       | 7 ottobre 2012   | download digitale     | Kazé         |
| Italia        | 7 ottobre 2012   | download digitale     | Kazé         |
| Lettonia      | 7 ottobre 2012   | download digitale     | Kazé         |
| Lituania      | 7 ottobre 2012   | download digitale     | Kazé         |
| Lussemburgo   | 7 ottobre 2012   | download digitale     | Kazé         |
| Malta         | 7 ottobre 2012   | download digitale     | Kazé         |
| Norvegia      | 7 ottobre 2012   | download digitale     | Kazé         |
| Paesi Bassi   | 7 ottobre 2012   | download digitale     | Kazé         |
| Polonia       | 7 ottobre 2012   | download digitale     | Kazé         |
| Portogallo    | 7 ottobre 2012   | download digitale     | Kazé         |
| Regno Unito   | 7 ottobre 2012   | download digitale     | Kazé         |
| Romania       | 7 ottobre 2012   | download digitale     | Kazé         |
| Spagna        | 7 ottobre 2012   | download digitale     | Kazé         |
| Svezia        | 7 ottobre 2012   | download digitale     | Kazé         |
| Svizzera      | 7 ottobre 2012   | download digitale     | Kazé         |
| Slovacchia    | 7 ottobre 2012   | download digitale     | Kazé         |
| Slovenia      | 7 ottobre 2012   | download digitale     | Kazé         |
| Ungheria      | 7 ottobre 2012   | download digitale     | Kazé         |